# Mictochroa farona
Mictochroa farona är en fjärilsart som beskrevs av William Schaus 1904. Mictochroa farona ingår i släktet Mictochroa och familjen nattflyn. Inga underarter finns listade i Catalogue of Life.